# Cromfillite
La cromfillite è un minerale appartenente al gruppo delle miche.

## Etimologia
Il nome si riferisce al contenuto in cromo del minerale e al termine greco φύλλον, phyllon, che significa foglia, fogliaceo, ad indicarne la struttura micacea e la perfetta sfaldatura secondo {001}